# Schloss Líšno

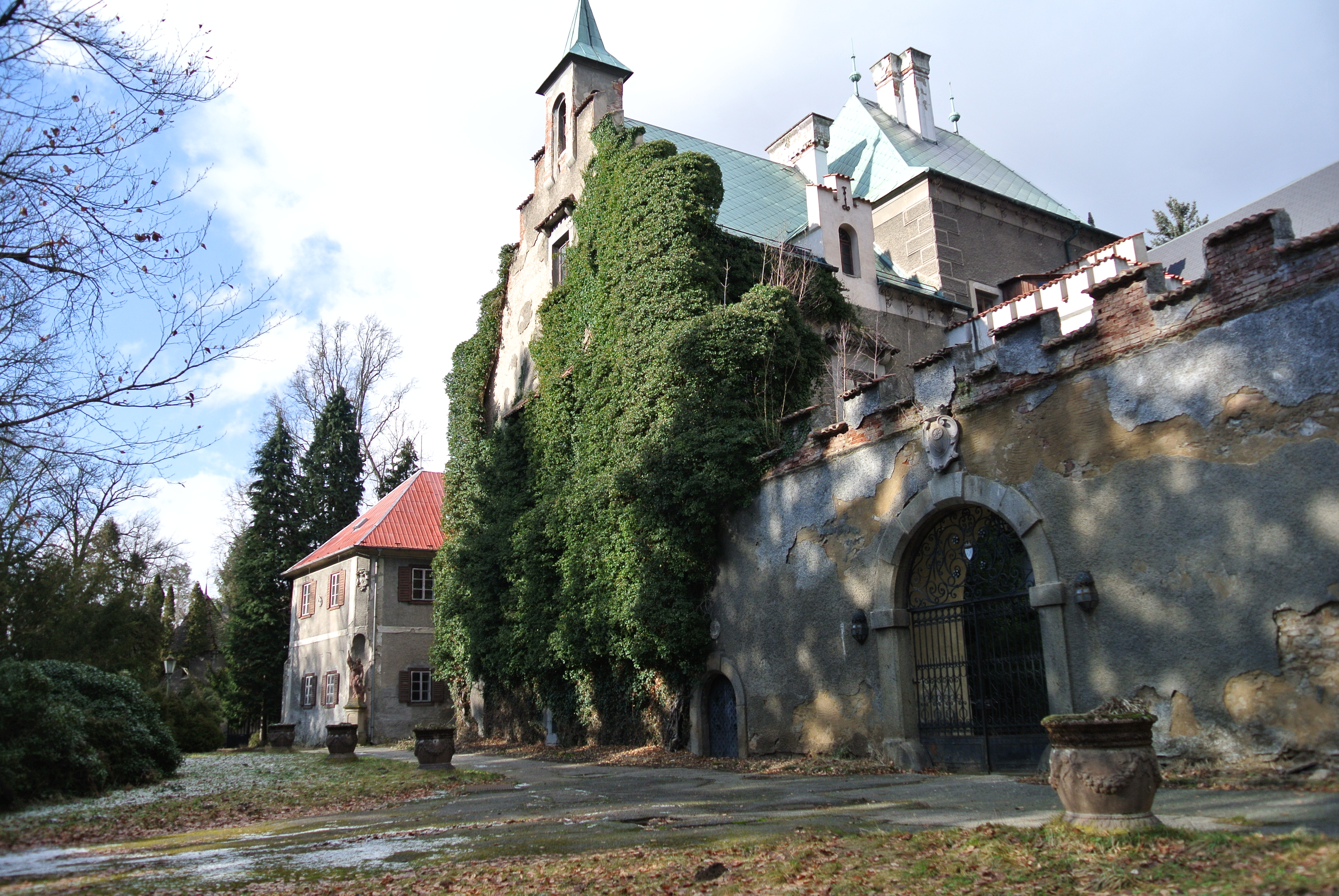
Schloss Líšno

Das Schloss Líšno befindet sich im Ortsteil Líšno der Stadt Bystřice im Okres Benešov (Tschechien).

## Geschichte
Das Schloss war ursprünglich eine dem Geschlecht der Beneschau gehörende Burg Lešno, erbaut nach 1367 von Benesch von Dauba und 1378 erstmals schriftlich erwähnt. Die Burg befand sich gut beschützt in einem Moorgebiet, umgeben von gemauerten Gräben. Obwohl Wenzel von Dauba, Sohn von Benesch, zu den Begleitern von Jan Hus auf seinem Weg nach Konstanz gehörte, schloss er sich seinen Anhängern nicht an. 1420 wurde die Burg daher von den Hussiten belagert, aber nicht erobert. 1443 ging die Burg an Jan Sádlo ze Smilkova. Ab Mitte des 15. Jahrhunderts gehörte sie den Sternberg, vermutlich kaufte sie Zdenko von Sternberg. 1467 wurde die Festung zwei Monate lang von den Heeren des Königs Georg von Podiebrad belagert und schließlich eingenommen. Unter der Herrschaft des Königssohns Hynek von Podiebrad kam es 1478 zum Umbau in ein Schloss im spätgotischen Stil. 1536 folgte ein weiterer umfangreicher Ausbau im Stil der Spätrenaissance. Während des Dreißigjährigen Krieges wurde die Herrschaft wiederholt verwüstet. Das Schloss, inzwischen bis auf einige Verwaltungsgebäude unbewohnt, verfiel. 1873 bis 1884 wurden die Ruinen vom Fabrikanten Vincent Daněk aufgekauft und restauriert. Nach dem Zweiten Weltkrieg befand sich in den Gemäuern eine Schule des Roten Kreuzes. Heute ist das Schloss wieder unbewohnt und verfällt.